# Crinum venosum
Crinum venosum är en amaryllisväxtart som beskrevs av Robert Brown. Crinum venosum ingår i släktet Crinum, och familjen amaryllisväxter. Inga underarter finns listade i Catalogue of Life.